# Karl von Rotteck
Karl Wenzeslaus Rodecker von Rotteck, né le 18 juillet 1775 à Fribourg où il est mort le 26 novembre 1840, est un activiste politique, historien, homme politique et politologue allemand.
Rotteck militait pour la défense de la liberté de la presse et l’abolition du travail obligatoire.